# Gottfried Riehm

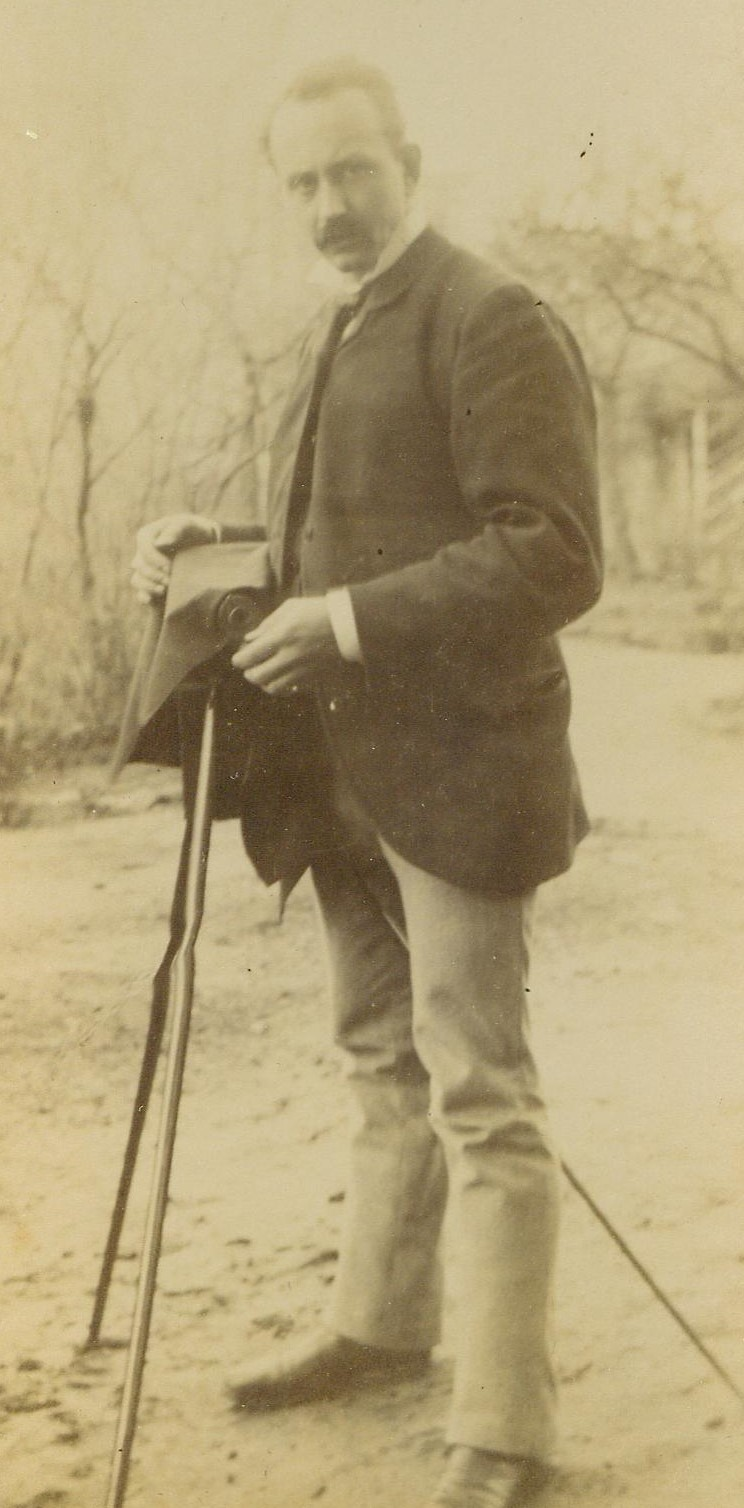
Gottfried Riehm (um 1900)

Gottfried Riehm (* 6. März 1858 in Mannheim; † 25. April 1928 in Halle (Saale); vollständiger Name: Gottfried Heinrich Ferdinand Riehm) war ein deutscher Gymnasiallehrer, der als Amateurfotograf in die Ortsgeschichte der Stadt Halle einging.

## Leben

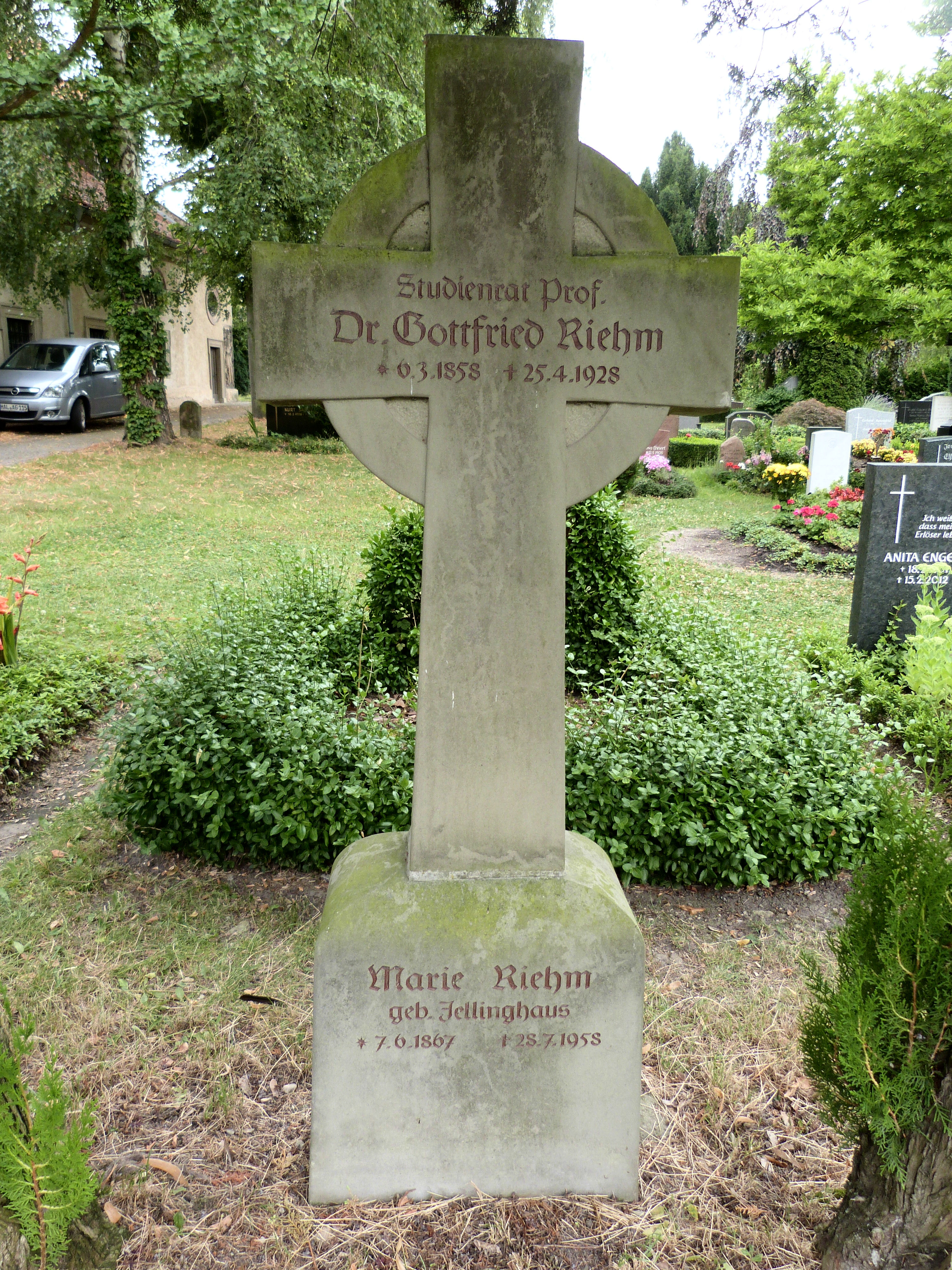
Grab von Gottfried Riehm und seiner Ehefrau auf dem Laurentius-Friedhof in Halle (Saale)

Der Sohn des Theologen Eduard Riehm und seiner Frau Elise Riehm geb. Löschcke besuchte das Stadtgymnasium Halle und bestand Michaelis (29. September) 1876 als Abiturient Nr. 64 die Reifeprüfung.
1876 bis 1881 studierte er Mathematik und Naturwissenschaften in Halle, Berlin, Leipzig und wiederum in Halle. 1881 erfolgte die Promotion zum Dr. phil. unter dem Rektorat seines Vaters an der Universität Halle.
Nach der Lehramtsprüfung 1883 war Riehm als Hilfslehrer (1883/84), Wissenschaftlicher Hilfslehrer (1884/86) und ab 1. April 1886 als ordentlicher Lehrer bis zu seiner Versetzung in den Ruhestand (1923) am Stadtgymnasium Halle tätig (1886 Oberlehrer, Dezember 1903 Verleihung des Professorentitels). Er war also seit Gründung des Stadtgymnasiums im April 1868 achteinhalb Jahre Schüler und später 40 Jahre Lehrer an dieser für Halle wichtigen höheren Bildungseinrichtung.
Bekannt wurde Riehm auch als Fotograf, insbesondere in Halle. Seine Bilder zeigen die Stadt, die sich während seiner Lebensspanne stark veränderte, mit ihren Häusern, Menschen und Fahrzeugen. Das Stadtarchiv bewahrt über 600 Glasplatten-Negative auf und organisierte mehrere Ausstellungen, auch Bildbände und Ansichtskarten wurden gedruckt.
Gottfried Riehm hielt Vorträge über das alte Halle sowie über Naturwissenschaft und Christentum. 35 Jahre (1890–1925) war er Rendant (Rechnungsführer) der Kirchengemeinden St. Laurentius und St. Stephanus.
Sein Grab auf dem Laurentiusfriedhof in Halle zählt dort zu den Ehrengräbern.

## Familie
Gottfried Riehm heiratete am 4. Juli 1889 in Giebichenstein, heute zu Halle gehörig, Marie Luise Wilhelmine Jellinghaus (* 7. Juni 1867 in Smyrna, heute Izmir; † 28. Juli 1958 in Halle). Sie war die älteste Tochter des Kaufmanns Carl Jellinghaus und seiner Frau Rosa Jellinghaus geb. Braunbehrens. Aus dieser Ehe gingen sieben Kinder hervor. Die Söhne waren ebenfalls Schüler des Stadtgymnasiums. Sein Sohn Karl (* 16. Mai 1891; † 2. September 1983) war von 1921 bis 1980 praktischer Arzt in Halle-Giebichenstein. Er veröffentlichte wissenschaftliche Arbeiten zur vorgeschichtlichen Salzgewinnung.

## Schriften (Auswahl)
- Studien an Cestoden. Dissertation, Friedrichs-Universität Halle-Wittenberg, Halle 1881. OCLC 54069267
- Repetitorium der Zoologie. 2. Auflage, Vandenhoeck & Ruprecht, Göttingen 1892. OCLC 257431291
- Christentum und Naturwissenschaft. 2. Auflage, Hinrichs, Leipzig 1896. OCLC 18741520
- Zur Didaktik des mathematischen Unterrichts in den Mittelklassen des Gymnasiums. In: Jahresbericht des Stadtgymnasiums 1910/11. Halle 1911. OCLC 800772062
- Der Turnunterricht in den unteren Klassen höherer Lehranstalten. Heynemannsche Buchdruckerei, Halle 1889. OCLC 163468458